# Iván Joy
Iván Manuel García de la Noceda Joy, más conocido como Iván Joy (San Juan, Puerto Rico; 3 de diciembre de 1972), es un productor discográfico puertorriqueño. En el año 2000 estableció su compañía productora Diamond Music, dedicada al género urbano, la cual preside.

## Biografía
La casa productora urbana de Ivan Joy Diamond Music apareció en 2000. En ella comenzaron sus carreras artistas como Zion & Lennox, Tego Calderón, Jowell & Randy, Yaga & Mackie, Johnny Prez y fortalecieron sus carreras Ivy Queen, Eddie Ávila, etc. 
El álbum Sonando Diferente (2002), el primer disco de los artistas Yaga & Mackie, se convirtió en una joya del reguetón que ha vendido en más de 70.000 copias en el mundo. El álbum alcanzó el puesto número 10 del Latin Pop Chart y el número 22 del Latin Albums Chart y contaba con muchos artistas invitados tales como Tego Calderón, Julio Voltio, Daddy Yankee, Johnny Prez, Pedro Prez, Maicol & Manuel, Baby Rasta & Gringo, Cheka. Esta producción remontó a Yaga & Mackie y los hizo artistas internacionales.
En 2003 salieron los productos musicales Kilates y The Majestic, discos que con su producción y procedencia en el reguetón se han destacado como unos de los más importantes en el mercado de la música latina a lo largo del tiempo. "The Majestic"  fue uno de los discos más exitosos donde hicieron su aparición los artistas como Nicky Jam, Ivy Queen, Tego Calderón, Eddie Ávila, Zion & Lennox, Maicol & Manuel que los reafirmó notablemente en el mercado de la música latina.
En el mismo año salió el disco El Dragón de Johnny Prez, que lo ha marcado hasta rumbo a Asia y lo hizo el artista muy importante al nivel internacional gracias al trabajo de creación, producción y distribución de la compañía Diamond Music. 
En 2004 llegó al mercado "The Majestic 2: II Imperio", la producción donde se han destacado artistas como Ivy Queen con su éxito "Yo Quiero Saber", Johnny Prez con su tema "Te Gusta Seducir", Tego Calderón con su video "Naqui Naqui", etc. El otro éxito de Tego "Mira Quién Llega" le hizo alcance en el mercado mundial con estos dos temas de su disco "Planet Reggae".
En 2004 llegó el segundo disco de Yaga & Mackie "Clase Aparte", donde hacen su colaboración los artistas Zion & Lennox, Don Omar y muchos más. El tema más famoso del álbum es "La Batidora" en la colaboración con Don Omar.
En el mismo año Diamond Music continuó su éxito con el disco Los 12 Discípulos, producción creativa y ejecutiva de Iván Joy y Eddie Ávila. El álbum, donde participaron Eddie Ávila, Daddy Yankee, Zion & Lennox, Ivy Queen, Tego Calderón, Julio Voltio, Vico C, Johnny Prez y muchos más, ha sido nominado a Latin Grammy. 
En el año 2010 Isidro Infante e Iván Joy establecieron la nueva compañía Artist System Corp ganó posiciones importantes en el mercado de la producción y promoción digital. Con experiencia en la creación y manejo de contenido digital, actualmente Artist System es el líder en la distribución, promoción y logística digital con amplia experiencia y sigue siendo la primera compañía en Puerto Rico y toda Latinoamérica con más de 350 producciones en explotación digital. Trabajamos producciones de artistas como Lucecita Benítez "La Voz Nacional" (17 volúmenes), Arcángel, Conjunto Canayón, Sophy, Jadiel, Rey Pirin, Endo, Tego Calderón, Orquesta Corporación Latina, Jowell y Randy. Arquímides, Los Metalicoz, Yaga & Mackie, Lourdes Robles, Manolo Lezcano, Lunna, Lou Briel y muchos más.
El presidente de Artist System es Isidro Infante, pianista y compositor.

## Álbumes de estudio
- 2002: Sonando Diferente

- 2002: El Dragón

- 2001: Kilates 1 Rompiendo El Silencio

- 2003: Kilates 2ndo Impacto: El Silencio Que Duele

- 2002: The Majestic

- 2004: Majestic Segundo II Imperio

- 2004: 12 Discípulos

- 2004: Clase Aparte

- 2005: The Prezident

- 2005: Reggaeton Diamond Collection

- 2005: 12 Discípulos Special Edition

- 2006: 40 Reggaeton Jewels

- 2007: Kilates 1 Digital Remixes by DJ Wheel Master

- 2007: Kilates 2 Digital Remixes By DJ Martino

- 2007: Majestic Digital Remix by DJ Martino

- 2007: Nonstop 1 Slow Jam

- 2007: Nonstop 3 Parixeo Mix

- 2007: Old School / New School

- 2007: Reggaeton Diamond Hits

- 2009: De regreso

- 2009: Latino Mix Vol. 1